# Tom of Finland
Touko Valio Laaksonen (Kaarina, 8 de maio de 1920 – 7 de novembro de 1991), conhecido pelo pseudônimo Tom of Finland, foi um artista finlandês que criou arte erótica estilizada e altamente masculinizada e influenciou a cultura gay do final do século XX. Ele foi chamado de "o criador de imagens pornográficas gays mais influente" pelo historiador cultural Joseph W. Slade. Ao longo de quatro décadas, ele produziu cerca de 3.500 ilustrações, a maioria apresentando homens com traços sexuais exagerados, vestindo roupas justas ou parcialmente removidas.

## Vida pregressa
Touko Valio Laaksonen nasceu em 8 de maio de 1920 e foi criado por uma família de classe média em Kaarina, uma cidade no sudoeste da Finlândia, perto da cidade de Turku. Seus pais, Suoma e Edwin Laaksonen, eram professores da escola primária que atendia Kaarina. A família morava nos aposentos anexos ao prédio da escola.
Ele foi para a escola em Turku e, em 1939, aos 19 anos, mudou-se para Helsinque, capital de seu país, para estudar publicidade. Em seu tempo livre, ele também começou a desenhar imagens eróticas para seu próprio prazer, com base em imagens de trabalhadores do sexo masculino que ele tinha visto desde muito jovem. No início, ele manteve esses desenhos escondidos, mas depois os destruiu "pelo menos na época em que fui servir o exército". O país se envolveu na Guerra de Inverno com a União Soviética e, em seguida, se envolveu formalmente na Segunda Guerra Mundial, e ele foi convocado em fevereiro de 1940 para o Exército Finlandês. Ele serviu como oficial antiaéreo, ocupando o posto de segundo-tenente. Mais tarde, ele atribuiu seu interesse fetichista por homens uniformizados a encontros com homens em uniforme do exército, especialmente soldados da Wehrmacht alemã servindo na Finlândia naquela época. Em suas palavras:
| “                | "Nos meus desenhos não tenho declarações políticas a fazer, nenhuma ideologia. Penso apenas na imagem em si. Toda a filosofia nazi, o racismo e tudo isso, são odiosos para mim, mas é claro que os desenhei mesmo assim — eles tinham os uniformes mais sensuais!" | ” |
| — Tom of Finland | |   |

Após a guerra, em 1945, regressou aos estudos. A arte de Laaksonen deste período, comparada a obras posteriores, é considerada mais romântica e suave, com "formas e formatos suaves". Os homens apresentados eram da classe média, ao contrário dos marinheiros, motociclistas, lenhadores, operários da construção e outros membros de grupos estereotipados hipermasculinos da classe trabalhadora que aparecem em seus trabalhos posteriores. Outra diferença fundamental é a falta de composições dramáticas, poses autoafirmativas, corpos musculosos e "cenários exóticos separados" que seu trabalho posterior incorporou.

## Carreira
Em 1956, Laaksonen enviou desenhos para a influente revista americana Physique Pictorial, que estreou as imagens na edição da primavera de 1957 sob o pseudônimo Tom, pois lembrava seu nome de batismo Touko. Na edição de inverno daquele ano, o editor Bob Mizer cunhou o crédito Tom da Finlândia. Uma de suas peças foi apresentada na capa da primavera de 1957, retratando dois motoristas de toras trabalhando com um terceiro homem os observando. Retirado da mitologia finlandesa de lenhadores representando forte masculinidade, Laaksonen enfatizou e privilegiou o "potencial homoerótico [...] realocando-o em um contexto gay", uma estratégia repetida ao longo de sua carreira.
A era pós-Segunda Guerra Mundial viu a ascensão da subcultura motociclista como uma forma de rejeitar "a reorganização e normalização da vida após a guerra, com seu estilo de vida conformista e estabelecido". A subcultura motociclista era marginal e oposicionista, e fornecia aos homens gays do pós-guerra uma masculinidade estilizada que incluía rebeldia e perigo. Isso contrastava com os estereótipos então prevalecentes do homem gay como efeminado (maricas), como visto no vaudeville e em filmes que remontam aos primeiros anos da indústria. Laaksonen foi influenciado por imagens de motociclistas, bem como por obras de arte de George Quaintance e Etienne, entre outros, que ele citou como seus precursores, "disseminados para leitores gays por meio de revistas de beefcake homoerótico" a partir de 1950. Os desenhos de motociclistas e homens de couro de Laaksonen capitalizaram as roupas de couro e jeans que diferenciavam esses homens da cultura dominante e sugeriam que eles eram indomáveis, físicos e auto-capacitados. Isso em contraste com o jovem gay comum, médica e psicologicamente triste e sensível que é passivo. Os desenhos de Laaksonen dessa época "podem ser vistos como a consolidação de uma série de fatores, estilos e discursos já existentes nas subculturas gays da década de 1950", o que pode ter levado à sua ampla distribuição e popularização nessas culturas. Iniciando sua carreira profissional em 1958 como executivo criativo na renomada agência de marketing, McCann Helsinki, encorajou ainda mais sua criatividade.

### Códigos de censura dos Estados Unidos (décadas de 1950-1960)
O estilo e o conteúdo de Laaksonen no final da década de 1950 e no início da década de 1960 foram parcialmente influenciados pelos códigos de censura dos Estados Unidos, que restringiam a representação de "atos homossexuais evidentes". Seu trabalho foi publicado no gênero beefcake que começou na década de 1930 e era composto predominantemente por fotografias de jovens atraentes e musculosos em poses atléticas, geralmente demonstrando exercícios. Seu mercado principal eram os homens gays, mas por causa da cultura social conservadora e homofóbica da época, a pornografia gay era ilegal e as publicações eram normalmente apresentadas como dedicadas à aptidão física e à saúde. Elas eram frequentemente a única conexão que homens enrustidos tinham com sua sexualidade. Nessa época, Laaksonen estava realizando encomendas privadas, assim, produziu trabalhos mais explícitos que permaneceram inéditos. Além do seu trabalho na agência de publicidade, Laaksonen operava um pequeno negócio de venda por correspondência, distribuindo reproduções de suas obras de arte ao redor do mundo pelo correio. Mas não gerava muita renda dessa forma.
No caso de 1962 de MANual Enterprises v. Day, a Suprema Corte dos Estados Unidos decidiu que as fotografias de homens nus não eram inerentemente obscenas. Revistas e filmes de pornografia gay softcore com modelos totalmente nus, alguns deles tumescentes, apareceram rapidamente e a justificativa de serem sobre exercícios e condicionamento físico foi abandonada à medida que os controles sobre a pornografia foram reduzidos. No final da década de 1960, o mercado de revistas beefcake entrou em colapso. Laaksonen foi capaz de publicar seu trabalho mais abertamente androerótico e mudou o contexto com "novas possibilidades e convenções para exibir nudez frontal masculina em revistas e filmes". Laaksonen reagiu publicando desenhos mais explícitos e estilizou os aspectos fantásticos de suas figuras com aspectos físicos exagerados, particularmente seus genitais e músculos. No final da década de 1960, ele desenvolveu Kake, um personagem que apareceu em uma série contínua de quadrinhos, que estreou em 1968.

### Apelo gay mainstream (décadas de 1970-1991)

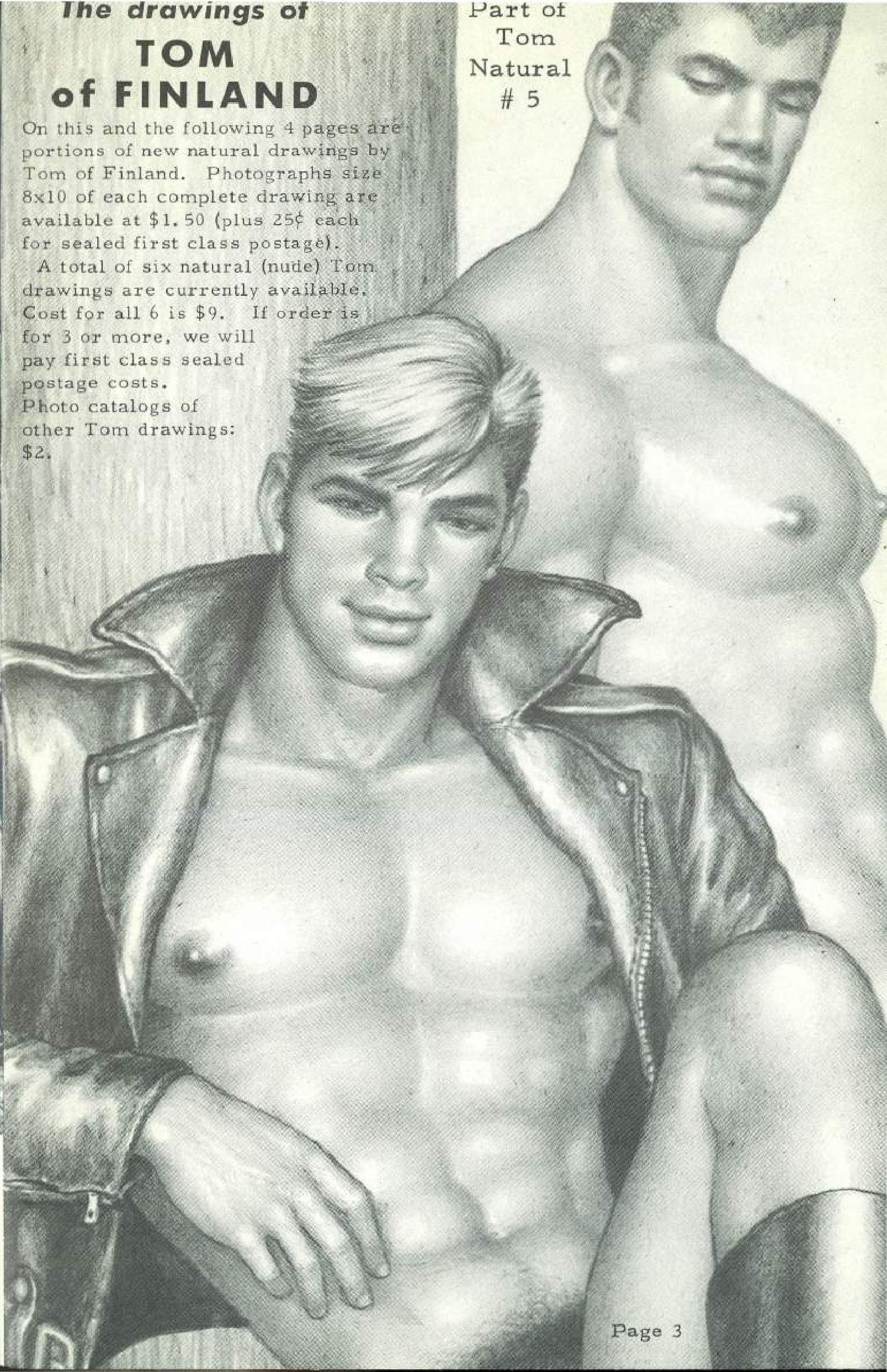
Em revistas gays, os desenhos de Laaksonen eram frequentemente recortados para serem menos explícitos, como nesta edição de 1968 da Physique Pictorial. A legenda observa que reproduções completas dos "desenhos naturais (nu) de Tom" estão à venda por correspondência

Com a descriminalização da nudez masculina, a pornografia gay tornou-se mais comum nas culturas gays, e a obra de Laaksonen, junto com ela. Em 1973, ele publicava histórias em quadrinhos eróticos e conquistava espaço no mundo artístico com exposições. Em 1973, ele deixou seu emprego em tempo integral no escritório de Helsinque da agência de publicidade McCann. "Desde então, tenho vivido em jeans e dos meus desenhos", descreveu a transição de estilo de vida que ocorreu nesse período.
Em meados da década de 1970, ele também enfatizava um estilo fotorrealista, fazendo com que aspectos dos desenhos parecessem mais fotográficos. Muitos de seus desenhos são baseados em fotografias, mas nenhum é uma reprodução exata delas. A inspiração fotográfica é usada, por um lado, para criar imagens realistas, quase em movimento, com posturas e gestos convincentes e ativos, enquanto Laaksonen exagera as características físicas e apresenta seu ideal de beleza masculina e fascínio sexual, combinando realismo e fantasia. Em Daddy and the Muscle Academy - The Art, Life, and Times of Tom of Finland, exemplos de fotografias e os desenhos baseados nelas são mostrados lado a lado. Embora ele considerasse as fotografias meramente ferramentas de referência para seus desenhos, os estudantes de arte contemporânea as viram como obras de arte completas que se sustentam por si só.
Em 1979, Laaksonen, com o empresário e amigo Durk Dehner, co-fundou a Tom of Finland Company para preservar os direitos autorais de sua arte, que havia sido amplamente pirateada. Tom foi apresentado a Dehner por seu amigo por correspondência e colega artista erótico Dom Orejudos. Também em 1979, Laaksonen e Lou Thomas (um co-fundador do Colt Studio) publicaram Target by Tom; The Natural Man, uma série de fotografias e desenhos de artistas adultos, incluindo Bruno, Jeremy Brent, Chuck Gatlin e Steve Sartori.
Em 1984, a Fundação Tom of Finland foi criada para coletar, preservar e exibir arte androerótica. Embora Laaksonen tenha tido bastante sucesso nesse sentido, com sua biografia na lista de obras mais vendidas e Benedikt Taschen, a maior editora de livros de arte do mundo, reimprimindo e expandindo uma monografia de suas obras, ele estava muito orgulhoso da Fundação. O escopo da organização se expandiu para obras eróticas de todos os tipos, patrocinou concursos, exposições e iniciou o trabalho de base para um museu de arte erótica.
Laaksonen desenvolveu um "relacionamento maravilhosamente rico" com Bill Schmeling durante a década de 1980, quando moravam em Los Angeles; os dois homens montaram salões de artistas em suas casas e compartilharam práticas artísticas, bem como experiências de vida. Schmeling citou Laaksonen como tendo influenciado seu estilo artístico.

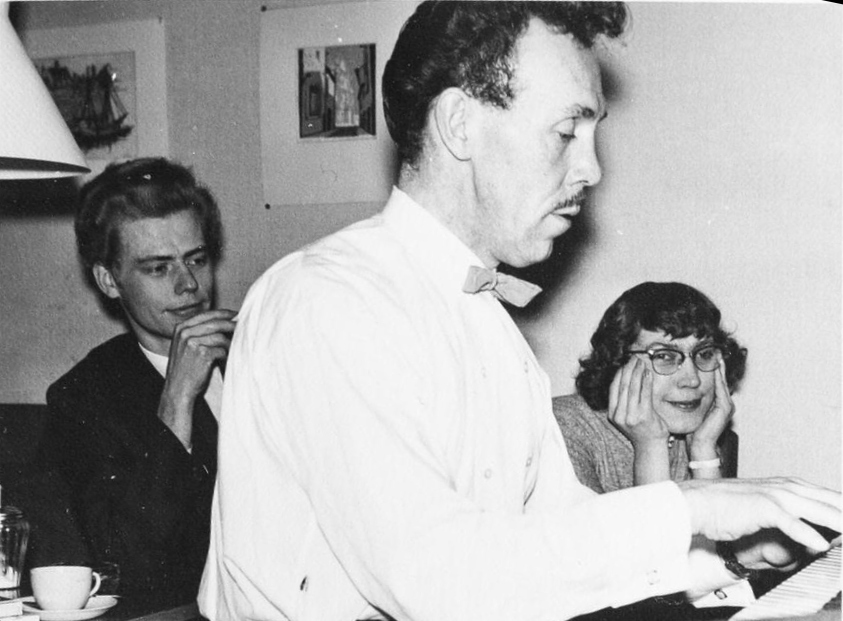
Fotografia do artista finlandês Touko Laaksonen (1920–1991), conhecido como Tom of Finland, tocando piano. Ao fundo, seu parceiro Veli Mäkinen (à esquerda) e sua irmã Kaija (à direita).

### Morte
Laaksonen foi diagnosticado com enfisema em 1988. Com o tempo, a doença e a medicação fizeram com que suas mãos tremessem, levando-o a trocar o lápis pelo pastel. Ele morreu em 1991 de um derrame induzido por enfisema.

## Vida privada
O parceiro romântico de Laaksonen era o dançarino Veli "Nipa" Mäkinen, com quem ele compartilhou sua vida por 28 anos até a morte dele, em 1981.

## Impacto e legado cultural
Em 2006, o historiador Jack Fritscher escreveu:
Se houvesse um Monte Rushmore gay de quatro grandes artistas pop pioneiros, os rostos seriam Chuck Arnett, Etienne, A. Jay e Tom of Finland.
A obra de arte de Laaksonen inspirou vários outros artistas a explorar a sexualidade explícita em sua arte, e alguns (como MATT) dedicaram obras de arte em sua memória. Em 2019, o Los Angeles Times relatou:
O visual de couro arrogante de Tom — uma estética sensual e inovadora que remonta à década de 1950 — capturou a atenção precoce de artistas como Robert Mapplethorpe, Raymond Pettibon e Mike Kelley. Também influenciou a moda e a música: os estilistas Jean-Paul Gaultier e Thierry Mugler e Freddie Mercury, do Queen. Hoje, a Finlândia acolhe seu filho artista como um herói nacional, apoiado por uma abundância de produtos online — tão diversos quanto brinquedos sexuais e enfeites natalinos. O bando de safados musculosos de Tom, sempre afáveis e eternamente inundados de luxúria sem remorso, de fato envelheceu bem.

### Companhia Tom of Finland
Laaksonen e Dehner fundaram a Tom of Finland Company em 1978 para supervisionar a publicação das obras de Laaksonen e combater a violação de direitos autorais.

#### Fundação Tom of Finland
Laaksonen e Dehner fundaram a organização sem fins lucrativos Tom of Finland Foundation (ToFF) em 1984 para preservar o catálogo de obras de Laaksonen. Depois de vários anos, eles incorporaram à missão "oferecer um refúgio seguro para toda a arte erótica". A Fundação detém a maior coleção do mundo de arte de Laaksonen (cerca de 1.500 obras), bem como uma das maiores coleções de arte erótica do mundo (mais de 100.000 imagens).
A Fundação organiza uma competição anual para artistas emergentes e eventos sociais para arrecadar fundos e reunir fãs de arte erótica, incluindo o Festival Anual de Arte e Cultura Tom of Finland, com duração de dois dias. O Hall da Fama dos Artistas Eróticos da ToFF reconhece artistas eróticos exemplares, incluindo HR Giger, Bill Schmeling, e Rex.
A ToFF obtém alguma renda de sua programação pública e do licenciamento das imagens e do nome de Laaksonen, mas depende de doações e taxas de associação para sua manutenção. A ToFF é uma entidade separada da Tom of Finland Company, da qual recebe apoio financeiro.

#### TOM House

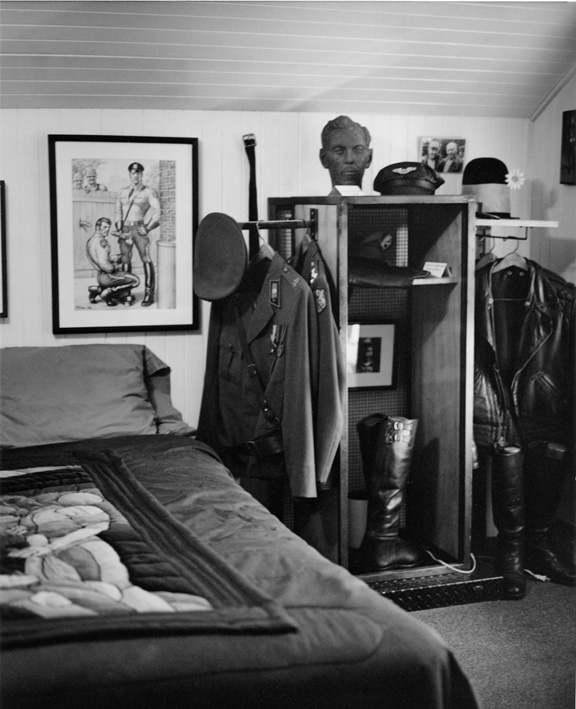
Quarto de Tom of Finland na TOM House, em Los Angeles (2002), fotografado por Henning von Berg.

A ToFF tem sede na TOM House, uma casa em Echo Park, em Los Angeles, de propriedade de Dehner, onde Laaksonen viveu por cerca de uma década em seus últimos anos e onde criou cerca de 800 obras (20% de seu trabalho). As estadias de Laaksonen duraram seis meses cada, devido às restrições de seu visto. Seu quarto foi preservado como quando ele residia lá. A casa de 14 cômodos está repleta de arte erótica (até os tetos são cobertos por ela); e inclui uma masmorra no porão (aberta apenas para convidados) e um "Parque de Prazer" com terraços inclinados e áreas de estar no quintal.
A ToFF oferece visitas guiadas à casa mediante agendamento. A casa também hospeda eventos públicos, incluindo sessões de desenho de nus. O Conselho Municipal de Los Angeles a designou como Monumento Histórico-Cultural em 2016.
A partir de 2025, à luz do mapa atualizado da Zona de Severidade de Risco de Incêndio (FHSZ) do Departamento de Silvicultura e Proteção contra Incêndios da Califórnia, a ToFF planeja realocar a organização para outro local em Los Angeles, em um esforço para proteger seu acervo. O diretor executivo da ToFF, Edward Cella, comentou que a TOM House "nunca foi projetada para abrigar mais de 8.000 obras de arte históricas LGBTQ+, mais de 122 metros lineares de arquivo histórico, uma biblioteca de referência com mais de 3.500 livros..." Uma Força-Tarefa de Instalações está liderando esse esforço.

### Arte e exposições

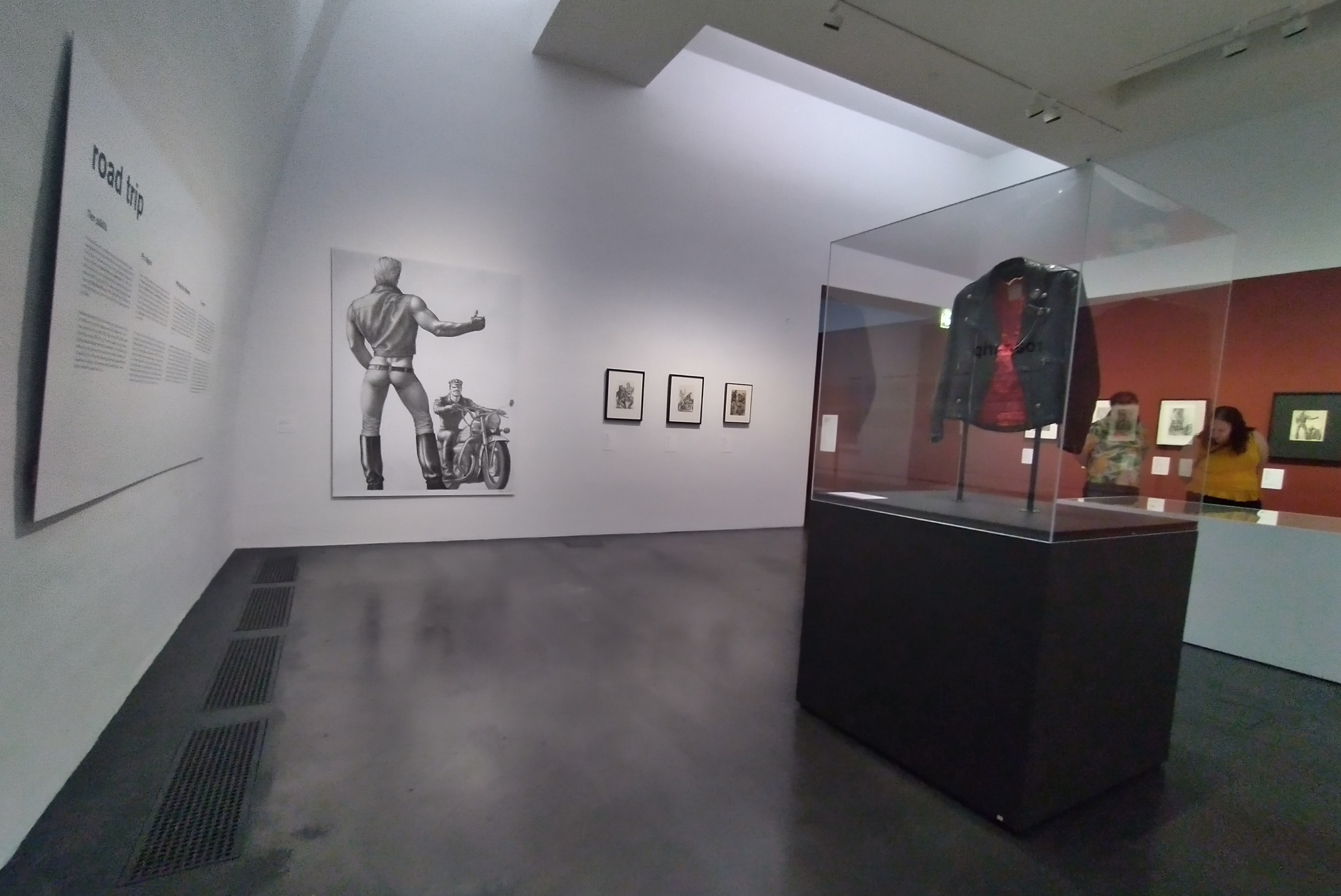
Tom desenhou muitos personagens usando couro, cuja textura ele conseguia retratar de forma impressionante. A exposição incluiu a sua própria jaqueta de motociclista.

Em 2009, Laaksonen foi introduzido no Hall da Fama do Couro. Algumas de suas obras originais estão no Leather Archives & Museum, em Chicago.
O Museu de Arte Moderna de Nova York adquiriu várias obras de arte de Laaksonen para sua coleção permanente e, em 2006, aceitou a doação de um conjunto de obras da Fundação Judith Rothschild que incluía cinco desenhos de Tom of Finland. O administrador da Fundação Judith Rothschild, Harvey S. Shipley Miller, disse: "Tom of Finland é um dos cinco artistas mais influentes do século XX. Como artista, ele foi soberbo, como influência, ele foi transcendente."

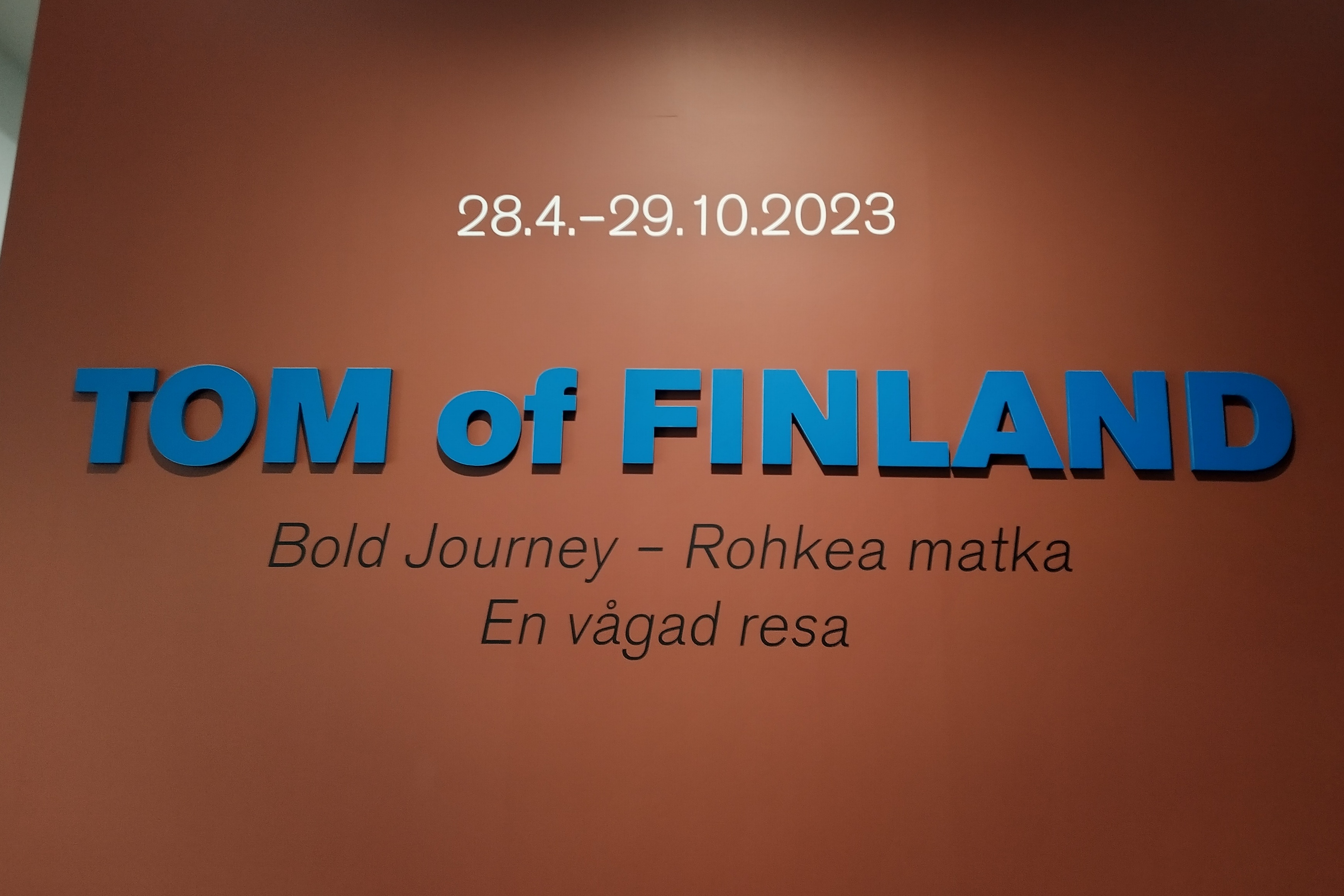
Exposição belamente curada da obra de Touko Laaksonen, mais conhecido como Tom of Finland, no Museu de Arte Contemporânea Kiasma.

Hudson, da Feature Inc., Nova York, colocou o trabalho de Tom of Finland nas coleções do Museu de Arte da Escola de Design de Rhode Island e do Instituto de Arte de Chicago. Seu trabalho também está em coleções públicas localizadas em:
- Museu de Arte Contemporânea (MOCA), Los Angeles, EUA
- Museu de Arte Wäinö Aaltonen; Turku, Finlândia
- Museu de Arte da Universidade da Califórnia em Berkeley, Berkeley (Califórnia), EUA
- Museu de Arte do Condado de Los Angeles, Los Angeles, EUA
- Kiasma, Museu de Arte Contemporânea, Helsinque, Finlândia
- Museu de Arte Moderna de São Francisco, São Francisco, EUA
- Fundação Tom of Finland, Los Angeles, EUA.

Em 2011, houve uma grande exposição retrospectiva da obra de Laaksonen em Turku, na Finlândia. A exposição foi um dos eventos oficiais do programa Capital Europeia da Cultura, de Turku. Em 2015, o Artists Space apresentou a exposição "Tom of Finland: The Pleasure of Play" na cidade de Nova York, nos Estados Unidos. A exposição também foi apresentada na Kunsthalle Helsinki, em 2016, complementada com material adicional, como fotos de álbuns de família.

### Filme

Cartaz do filme de Tom of Finland

Em 1991, Filmitakomo e Yleisradio produziram o documentário Daddy and the Muscle Academy, dirigido por Ilppo Pohjola. No final da década de 1980, Laaksonen era bem conhecido no mundo gay, mas seus "ícones de masculinidade com músculos pneumáticos e pênis monstruosos meticulosamente renderizados" receberam atenção generalizada quando o filme - que inclui centenas de imagens de seu trabalho junto com entrevistas - foi lançado nos cinemas da Finlândia, ganhou um Prêmio Jussi finlandês em 1992, e foi exibido em festivais de cinema e salas de arte cinematográfica em todo o mundo. Uma crítica do filme elogiou Laaksonen como um ícone do orgulho gay, ao mesmo tempo em que ignorou a "semelhança de sua obra com a pornografia S&M e a arte fascista", que ela vinculou às primeiras experiências sexuais de Laaksonen com soldados alemães durante a Segunda Guerra Mundial.
O cineasta Wes Hurley comenta que Tom of Finland é uma forte influência em seu trabalho, incluindo seu curta Peter and the Wolf e seu musical cult de comédia Waxie Moon em Fallen Jewel.
A Variety anunciou em 2013 que o diretor finlandês Dome Karukoski faria um filme biográfico de Laaksonen, intitulado Tom of Finland. O filme foi produzido pela Helsinki-film e lançado em fevereiro de 2017, na Finlândia, é o primeiro filme biográfico do artista.

### Selos
Em setembro de 2014, o serviço postal finlandês, Itella Posti, lançou um conjunto de três selos de primeira classe com desenhos de Laaksonen e exibiu algumas de suas correspondências no Museu Postal Finlandês. Dois dos selos incluem partes de uma ilustração de um homem nu sentado entre as pernas de outro homem vestido como um policial; o outro retrata nádegas nuas com o rosto de um homem incluído entre as coxas. O conjunto de selos superou as expectativas com pré-encomendas de 178 países, tornando-se o conjunto de selos mais vendido na história do serviço postal da Finlândia.

## Videografia
- 1991 - Ilppo Pohjola (autor): Kari Paljakka e Alvaro Pardo (produtores): Daddy and the Muscle Academy: Tom of Finland. Filmitakomo & YLE, Finlândia 1991. (Duração do filme: 58 minutos)